# Los últimos (película)
Los últimos es una película argentina-chilena de thriller posapocalíptica de 2017 dirigida y coescrita por Nicolás Puenzo. Es protagonizada por el argentino Peter Lanzani y la peruana Juana Burga.

## Reparto
- Germán Palacios como Ruiz
- Peter Lanzani como Pedro
- Juana Burga como Yaku
- Natalia Oreiro como la Dra. Ortega
- Alejandro Awada como Contratista
- Luis Machín como Guida
- Germán de Silva como Papá de Pedro
- Jessica Velarde como Edwin
- Julián Krakov como Lautaro

## Sinopsis
En un mundo distópico del futuro, se cuenta la historia de una joven pareja de refugiados y de un corresponsal de guerra que recupera, al conocerlos, las ganas de seguir viviendo. Yaku y Pedro, y Ruiz, el fotógrafo, huyen hacia el Pacífico cruzando el altiplano, devastado por el saqueo de los recursos naturales, en un contexto donde el día a día es una guerra... por el agua.

## Lanzamiento

### Tráiler
Como medio para promocionar el proyectó, se lanzó un adelanto o tráiler oficial de la película, cuyo estreno fue el 9 de noviembre en salas argentinas.